# Langsua nationalpark
Langsua nationalpark är en 537,1 kvadratkilometer stor nationalpark i Øystre Slidre, Nord-Aurdals, Nordre Lands, Gausdals, Sør-Frons och Nord-Frons kommuner i Oppland fylke i Norge. Den inrättades den 11 mars 2011 för att "ta vara på ett stort, sammanhängande och väsentligen orört och vildmarkspräglat naturområde som innehåller säregna och representativa ekosystem och landskap som är utan tyngre naturingrepp". Parken är en utvidgning av Ormtjernkampen nationalpark som var Norges minsta nationalpark.
Området är internationellt viktigt för skäggklockan och den sällsynta finnmarksstarren har sin huvudutbredning i Norge i Langsua. Parken är också hem för rödlistade fågelarter som blå kärrhök, myrsnäppa och dubbelbeckasin. Alla de fyra stora rovdjuren vandrar genom området, men bara lodjuret är bofast.